# Eotetranychus potentillifolia
Eotetranychus potentillifolia är en spindeldjursart som beskrevs av Beglyarov och P. Mitrofanov 1973. Eotetranychus potentillifolia ingår i släktet Eotetranychus och familjen Tetranychidae. Inga underarter finns listade i Catalogue of Life.